# Bill Lee (político estadounidense)
William Byron «Bill» Lee (Franklin, Tennessee, 9 de octubre de 1959) es un empresario, ganadero y político estadounidense. Perteneciente al Partido Republicano, desde 2019 se desempeña como gobernador de Tennessee.

## Posiciones ideológicas
Lee se identifica como un conservador social.

### Aborto
Lee es provida. En enero de 2020, propuso un proyecto de ley para prohibir el aborto cuando se detecta un latido fetal, ubicando a la legislación entre las prohibiciones de aborto más estrictas de los Estados Unidos.

### Homosexualidad
Apoya que las agencias de adopción, cuidado y/o crianza prohíban que las parejas del mismo sexo adopten niños. En enero de 2020, promulgó un proyecto de ley que garantiza la financiación continua de los contribuyentes de las agencias de adopción y cuidado de crianza basadas en la fe, incluso si excluyen a las parejas homosexuales y otras personas en función de las creencias religiosas.
El 26 de marzo de 2020, firmó una ley que prohíbe a los atletas transexuales participar en deportes contrarios a su sexo biológico, convirtiendo a Tennessee en el tercer estado en hacerlo. En mayo de 2020, firmó un 'proyecto de ley de baños' que prohibía a las personas transexuales acceder a los baños de las escuelas públicas que no correspondían a su sexo biológico.
En mayo de 2021, promulgó una ley que obliga a las empresas que permiten a clientes transexuales usar los baños sin tener en cuenta su sexo biológico a mostrar señales de advertencia de que lo hacen.

### Juegos de azar
Se opone a la legalización de los juegos de azar en el estado. Sin embargo, en 2019 permitió que un proyecto de ley de legalización de las apuestas deportivas se convirtiera en ley sin su firma.

### Marihuana
Se opone a la legislación sobre marihuana medicinal y la despenalización de la marihuana. En 2019, ya como gobernador, declaró: «He dicho antes y sigo creyendo que no debemos despenalizar la marihuana...Creo que eso no es bueno para nuestro estado».

### Religión
Hizo hincapié en su fe cristiana. Creó una oficina dedicada a iniciativas “basadas en la fe” y declaró el 10 de octubre como un día voluntario oficial de oración y ayuno.

## Resultados electorales

### Gobernador de Tennessee
|  | 36.75 % |

|  | 59.56 % |

|  | 100 % |

|  | 64.91 % |